# Pleospora lignicola
Pleospora lignicola är en svampart som beskrevs av J. Webster & M.T. Lucas 1961. Pleospora lignicola ingår i släktet Pleospora och familjen Pleosporaceae.   Inga underarter finns listade i Catalogue of Life.